# Parallelia ankalirano
Parallelia ankalirano är en fjärilsart som beskrevs av Pierre E.L. Viette 1982. Parallelia ankalirano ingår i släktet Parallelia och familjen nattflyn. Inga underarter finns listade i Catalogue of Life.